# Нікуліно (Великоустюзький район)
Ніку́ліно (рос. Никулино) — присілок у складі Великоустюзького району Вологодської області, Росія. Входить до складу Юдинського сільського поселення.

## Населення
Населення — 23 особи (2010; 18 у 2002).
Національний склад (станом на 2002 рік):
- росіяни — 94 %